# 侠胆雄狮 (1987年电视剧)
《侠胆雄狮》（英語：Beauty and the Beast）是一部美国八十年代播出的电视剧。曾經在香港無線電視TVB的翡翠台和明珠台，及台灣華視播放過。在翡翠台播放時譯名為迷城情俠；華視的譯名是美女與野獸，是一部屬於超級英雄的幻想故事。

## 情节
故事大意說在當代美國紐約地下水道和隧道中，居住了一位武藝高強的畸形人雲遜(Vincent) （朗·柏曼飾），被女主角凱薩琳(Catherine Chandler) （琳達·漢彌頓飾）發現，並展開了對抗犯罪的歷險故事。在台灣翻譯的名稱為美女與野獸。
故事的意像和法國的經典文學如歌聲魅影和巴黎聖母院，或稍後的電影魔俠震天雷十分相似。